# Marcelino Camacho
Marcelino Camacho Abad (Osma-La Rasa, Sória, 21 de janeiro de 1918 — Madrid,  29 de outubro de 2010) foi um sindicalista e político espanhol. Ele era um membro fundador das Comissões Operárias (Comisiones Obreras) e seu primeiro Secretário-Geral, mantendo essa posição entre 1976 e 1987, e um deputado comunista por Madrid entre 1977 e 1981.

## Biografia

### Guerra e exílio
Em 2 de fevereiro de 1935 afiliou-se ao Partido Comunista de Espanha (PCE) e posteriormente à Unión General de Trabajadores, à que também pertenceu seu pai (Sória). Após o levantamento militar, junto a outros ferroviários cortou as vias do comboio para impedir o avanço fascista. Cruzou andando a serra madrilenha para se unir ao bando republicano no que lutou durante a Guerra Civil Espanhola (1936—39). Nos últimos dias da Guerra foi encarcerado pela Junta de Casado (Governo que pactuou a entrega de Madrid a Franco). Escapou, esteve alguns meses na clandestinidade e foi denunciado por alguém que o reconheceu. Foi julgado por ter ido voluntário a defender a República e condenado a trabalhos forçados em diferentes campos para terminar finalmente em Tânger.
Em 1944 fugou-se do campo e viajou ao exílio a Orão (Argelia). Ao passar a fronteira do então Marrocos francês foi detido pela polícia francesa e conduzido a Orão, uma cidade que então tinha uma enorme colônia de imigrantes espanhóis. Alguns encontravam-se desde antes da década de 1930, deslocados por motivos econômicos e outros eram refugiados políticos republicanos emigrados após a guerra civil (os últimos barcos com exilados republicanos saídos do porto de Alacant dias antes da guerra dirigir-se-iam precisamente para esta cidade). Entre os exilados que reclamaram e conseguiram a sua liberdade estava Josefina Samper (1927, Almeria), com a que se casaria a  22 de dezembro de 1948.

### Luta sindical e oposição anti-franquista
Em 1957, após ser indultado, regressaria a Espanha para desempenhar a sua profissão de operário metalúrgico em Perkins Hispânia. Foi eleito representante dos trabalhadores da sua empresa e foi um dos impulsionadores de Comissões Operárias, sindicato de classe e de inspiração comunista infiltrado nos sindicatos verticais do regime franquista. Pelas suas atividades sindicais e políticas foi encarcerado em 1967, passando nove anos no cárcere de Carabanchel. À saída da prisão, o líder soriano, quase como uma premonição, anunciaria: "nem nos dobraram, nem nos submeteram, nem nos vão domesticar". Saiu indultado após o famoso Processo 1001, no qual a ditadura julgou os principais dirigentes de CC.OO. em finais de 1973.

### Dirigente de CCOO e do PCE
Em 1976 as Comissões Operárias constituem-se em confederação sindical e Marcelino Camacho foi eleito secretário geral. Nesse momento já era membro do Comitê Central do Partido Comunista de Espanha (PCE). Foi eleito deputado por Madrid nas eleições constituintes de 1977 e reelegido nas eleições de 1979. Demitiu como deputado por desacordo com as normas laborais que aprovou o Parlamento com o apoio do PCE. 
Dirigiu CCOO até 1987, sendo reelegido por maioria nos quatro primeiros congressos do sindicato. Neste período Comissões Operárias tornou-se primeira central sindical espanhola e convocou a primeira greve geral ao governo de Felipe González em 1985. Além disso, teve uma destacada presença nas mobilizações contra a OTAN de 1986. Em 1987 passou a ocupar o cargo honorífico de Presidente, ao ser substituído no cargo de secretário geral por Antonio Gutiérrez. Desde antes do 5º Congresso (1991) manteve confrontos com a direção encabeçada por Gutiérrez (favorável ao pacto social ou à dissolução do PCE em Esquerda Unida), o que culminou na sua demissão como Presidente em 1995 ao estar em desacordo pelo afastamento da direção de CCOO do PCE e a sua virada à direita. No 6º Congresso (1996) o setor majoritário oficialista votou contra a candidatura a presidente para o qual, o Setor Crítico havia proposto a Marcelino Camacho, por 366 votos a favor, 571 contra, 43 abstenções, 12 em branco e 3 nulos. 
Até a sua morte continuou sendo militante do PCE e membro do seu Comitê Federal, bem como afiliado de IU. 

### Reconhecimento social

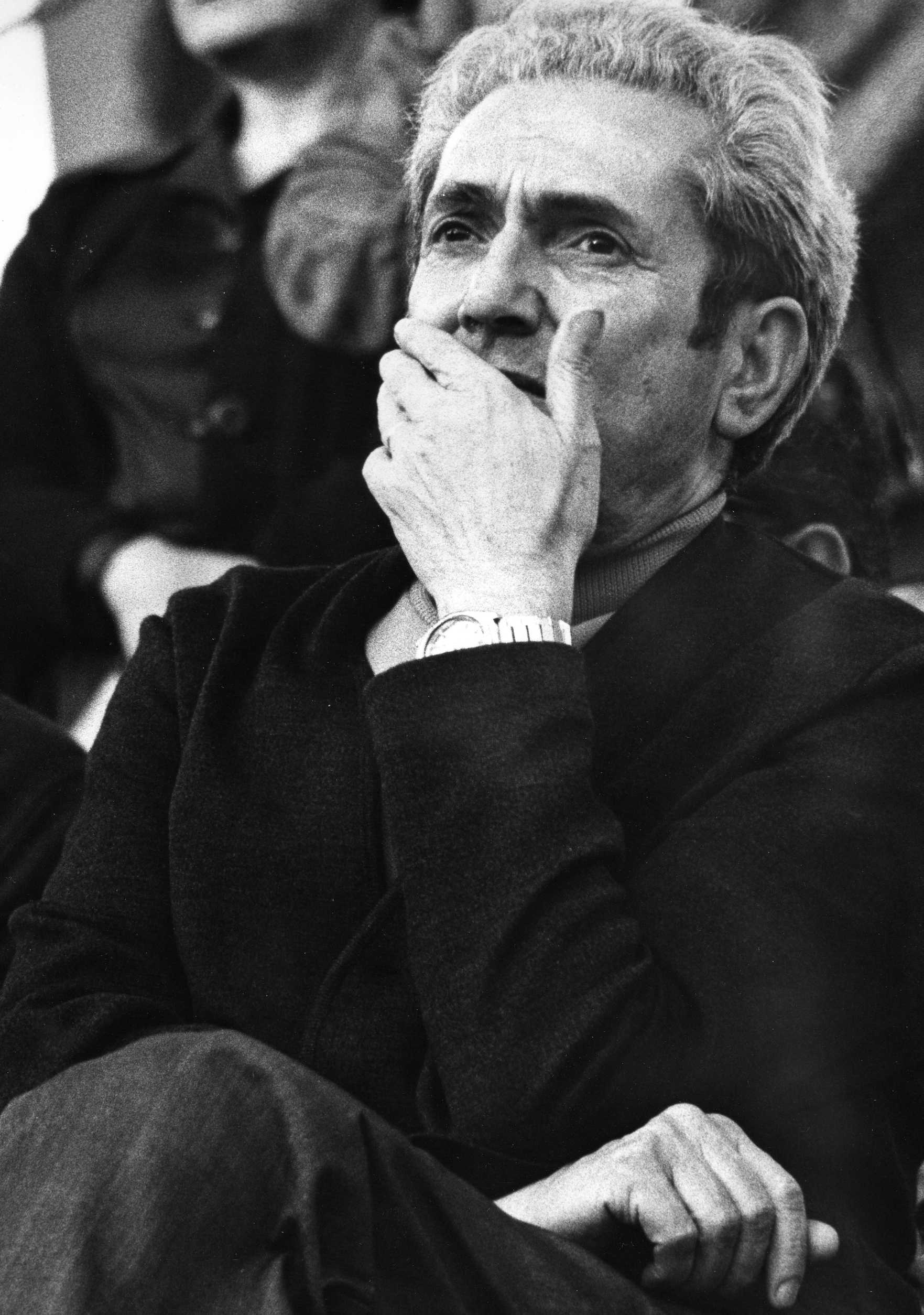
Marcelino Camacho em 1978

Recebeu a Medalha ao Mérito Constitucional, uma ordem civil espanhola concedida a "aquelas pessoas que tenham realizado atividades relevantes no serviço da Constituição e dos valores e princípios nela estabelecidos".
Tinha 2 filhos, Yenia e Marcel. Até o seu falecimento residiu com a sua esposa num imóvel situado na localidade madrilenha de Majadahonda, após ter-se mudado do seu domicílio de sempre no bairro de Carabanchel de Madrid por carecer de elevador. 
Publicou as suas memórias em 1990, com prólogo de Manuel Vázquez Montalbán.
Foi investido Doutor Honoris Causa pela Universidade Politécnica de Valência em 2001 , e pela Universidade de Cádis em 2008.